# Judi Dench
Judith Olivia "Judi" Dench, DBE, CH, FRSA, född 9 december 1934 i York i England, är en brittisk skådespelare. Dench dubbades till riddare 1988 och tituleras därefter Dame. Hon är en av de skådespelare som fått flest utmärkelser.

## Biografi
Dench växte upp i ett hem med två teaterintresserade föräldrar och två äldre bröder. Hennes far Reginald var läkare; hennes mor Olive arbetade som garderobsvakt och hade irländskt påbrå.
Hon gifte sig 1971 med den brittiske skådespelaren Michael Williams, med vilken hon fick en dotter, Finty Williams, som också är skådespelare. Michael Williams avled 2001. Senare inledde hon en relation med konservatorn David Mills. På fritiden målar hon akvareller. Hon bor i Surrey med många djur.
Judi Dench är troende kväkare.

### Karriär
Denchs barndomsdröm var att bli ballerina och därefter scenograf, något hon fortfarande gillar. Det var hennes bror Jeffery som inspirerade henne att söka till scenskola (hon gick på Central School of Speech and Drama i London), men hon hoppade av för att spela Ofelia vid Old Vic, där hon gjorde sin debut 1957 vid 22 års ålder. Kritiken var hård, men det gav henne värdefulla kunskaper. Året därpå gjorde hon sin Broadway-debut i Trettondagsafton.
Därefter spelade hon Sally Bowles i Cabaret, vilket var hennes första musikal. Trots det gjorde hon kompositören John Kanders favorittolkning av rollen. Hon har även spelat teater i Stratford, där det rådande systemet gjorde, att hon kunde spela fyra olika Shakespeareroller under samma vecka. 1976 spelade hon Lady Macbeth i Trevor Nunns berömda uppsättning av MacBeth, och Kleopatra mot Anthony Hopkins i Antonius och Cleopatra 1987. Hon har också spelat Viola i Trettondagsafton i västra Afrika och Japan. Under tiden i västra Afrika fick hon malaria, något som höll på att sätta stopp för hennes karriär.
1964 gjorde hon sin långfilmsdebut med filmen The Third Secret. Hon var också med i filmerna Ett rum med utsikt (1985) and A Handful of Dust (1988).
Judi Dench spelade huvudroller i två komediserier på TV: Just en snygg historia (1981–1984) mot sin make Michael Williams och i den långlivade As Time Goes By 1992–2002, där hon spelade mot Geoffrey Palmer.
Dench hade visserligen haft många stora roller, men hon hade inte blivit känd internationellt. Hennes karriär tog fart på allvar i samband med att producenten Harvey Weinstein såg TV-serien Hennes majestät Mrs Brown, och började distribuera hennes filmer, något som hon är tacksam för. Hennes bredd är, enligt henne själv, en av förklaringarna till att hon blivit så känd; hon har spelat Shakespeare, musikaler, kostymdramer, sitcom och actionfilm.
I samband med det långa uppehållet mellan Timothy Daltons sista Bond-film och Pierce Brosnans första Bond-film besattes rollen som James Bonds chef, M, av Dench, som fortsatte även sedan filmserien blivit rebootad med Daniel Craig i huvudrollen, ända fram till en cameoroll i Spectre (sammanlagt 8 filmer). Denchs rollfigur blir kontinuerligt ifrågasatt för de situationer som Bond hamnar i. Hon har barn, något som tidigare M också har haft, och i Skyfall nämns det att hon är änka. Till skillnad från de tidigare M, som haft bakgrund inom flottan, verkar Denchs bakgrund vara som tjänsteman. Kritiker har dock menat att det delvis är på grund av att hon är kvinna som hon blir kidnappad och blir en dam i nöd i Världen räcker inte till. (Intrigen påminner dock om Kingsley Amis enda bok om James Bond, Överste Sun, där M blir kidnappad från Quarterdeck). Dench har förklarat att hon tog rollen som M för att locka yngre tittare till teatern.
1998 kom hennes första självbiografi, Judi Dench: With a Crack in Her Voice, skriven tillsammans med John Miller. 2010 kom hennes andra självbiografi, And Furthermore, transkriptioner av samtal med John Miller.
Efter sin makes död var hon mycket tveksam till att spela änka, eftersom hon ville göra något som skilde sig från hennes eget liv. Trots det gjorde hon en rollfigur i Hotell Marigold som är mycket lik henne själv.
Dench har inte sett de flesta av sina filmer, eftersom hon ofta tycker att hon gjort fel i sina rolltolkningar. Efter att ha diagnosticerats med åldersförändringar i gula fläcken vid 79 års ålder har hon svårt att läsa sina manus själv, men har inga planer på att pensionera sig. Hennes långa karriär har fått flera att kalla Dench för "Englands nationalskatt", något som gör Dench obekväm, och hon gillade därför Tracey Ullmans parodi av henne som snattare.

## Filmografi i urval
- 1962 – The Cherry Orchard (TV-film)
- 1965 – En studie i skräck
- 1981 – The Cherry Orchard (TV-film)
- 1985 – Ett rum med utsikt
- 1989 – Henry V
- 1992–2005 – As Time Goes By (TV-serie)
- 1995 – GoldenEye
- 1997 – Hennes majestät Mrs Brown
- 1997 – Tomorrow Never Dies
- 1998 – Shakespeare in Love
- 1999 – Tea with Mussolini
- 1999 – Världen räcker inte till
- 2000 – Chocolat
- 2000 – The Last of the Blonde Bombshells
- 2001 – Iris
- 2001 – Sjöfartsnytt
- 2002 – Die Another Day
- 2004 – Lavendelflickorna
- 2005 – Mrs Henderson presenterar
- 2005 – Stolthet & fördom
- 2006 – Casino Royale
- 2006 – Notes on a scandal
- 2007 – Go Inside to Greet the Light
- 2007 – Cranford (TV-serie)
- 2008 – Quantum of Solace
- 2009 – Rage
- 2009 – Nine
- 2009 – Tillbaka till Cranford (TV-serie)
- 2011 – Jane Eyre
- 2011 – Pirates of the Caribbean: I främmande farvatten
- 2011 – My Week with Marilyn
- 2011 – J. Edgar
- 2011 – Hotell Marigold
- 2012 – Stainless Steel
- 2012 – Skyfall
- 2013 – Philomena
- 2015 – Mr. Hoppys hemlighet (TV-film)
- 2015 – Hotell Marigold 2
- 2015 – Spectre (cameo)
- 2016 – Miss Peregrines hem för besynnerliga barn
- 2016 – The Hollow Crown (TV-serie)
- 2017 – Tulpanfeber
- 2017 – Victoria & Abdul
- 2017 – Mordet på Orientexpressen
- 2020 – Artemis Fowl
- 2020 – Min fru går igen

## Priser och utmärkelser
1970 fick Dench en OBE. 1988 fick hon även en Dame Commander of the Order of the British Empire.
År 1998 belönades hon med en Oscar för bästa kvinnliga biroll i filmen Shakespeare in Love, där hon spelade drottning Elisabet I (hennes insats utgörs i filmen av enbart 8 minuter). Hon spelade även drottning i filmen Hennes majestät Mrs Brown, denna gång drottning Viktoria, en roll som hon Oscarsnominerades för året innan. Hon blev även Oscarsnominerad år 2000 för sin roll i Chocolat, 2001 för Iris och 2014 för Philomena. Hon har också en Tony, två Golden Globe och nio Bafta.
Dench är den skådespelare som fått flest Olivier-utmärkelser (8 stycken), för sina insatser i Macbeth (1977), Juno and the Paycock (1980), Pack of Lies (1983), Antonius och Kleopatra (1987), Sommarnattens leende (1995), Absolute Hell (1996), specialutmärkelse (2004) och En vintersaga (2016).
Hon har också framröstats som världens bästa skådespelare.